# Citi Open 2014
Die Citi Open 2014 waren ein Tennisturnier der WTA Tour 2014 für Damen und ein Tennisturnier der ATP World Tour 2014 für Herren, welche zeitgleich vom 26. Juli bis zum 3. August 2014 in Washington, D.C. stattfanden.

## Herrenturnier
→ Qualifikation: Citi Open 2014/Herren/Qualifikation

## Damenturnier
→ Qualifikation: Citi Open 2014/Damen/Qualifikation